# Чиненов Олег Дмитрович
Олег Дмитрович Чиненов (рос. Олег Дмитриевич Чинёнов; нар. 27 квітня 1940, Москва, СРСР — пом. 18 листопада 1996, Москва, Росія) — радянський футболіст, тренер й суддя, захисник.

## Кар'єра гравця
Народився в Москві, вихованець столичної ФШМ. Футбольну кар'єру розпочав 1958 року в дублі московського «Динамо». Після цього грав за «Молдову», СКА (Одеса), «Локомотив» (Москва), «Волга» (Калинин), «Торпедо» (Подольськ), «Шахтар» (Кисельовськ) та «Сахалін». Футбольну кар'єру завершив 1971 року в аматорському колективі Завод «Фрезер».
У 1959 році провів 2 поєдинки за молодіжну збірну СРСР.
У 1989 році тренував аматорський колектив «Москвич».

## Кар'єра арбітра
Як головний арбітр обслуговував фінал Кубку СРСР з футболу серед жінок 1991 року.
Як асистент головного арбітра обслуговував фінал кубку СРСР 1980 року і матч ⅛ фіналу кубку кубків між командами «Локомотив» (Кошице) - «Рієка» (2:0) 1980 року.